# Tolumnia usneoides
Tolumnia usneoides är en orkidéart som först beskrevs av John Lindley, och fick sitt nu gällande namn av Guido Jozef Braem. Tolumnia usneoides ingår i släktet Tolumnia och familjen orkidéer.
Artens utbredningsområde är Kuba. Inga underarter finns listade i Catalogue of Life.